# Inondations de 2020 au Népal
Les inondations de 2020 au Népal sont des inondations provoquées par de fortes pluies provoquant des glissements de terrain et des inondations soudaines dans l'ouest du Népal, et en particulier dans le district de Myagdi. Au 13 juillet 2020, 60 personnes sont mortes, 41 personnes sont toujours portées disparues et un millier de personnes ont été déplacées.